# Craugastor bocourti
Craugastor bocourti  is een kikker uit de familie Craugastoridae. De soort werd voor het eerst wetenschappelijk beschreven door Paul Brocchi in 1877. Oorspronkelijk werd de wetenschappelijke naam Hylodes bocourti gebruikt. De soort behoorde lange tijd tot het geslacht Eleutherodactylus. De soortaanduiding bocourti  is een eerbetoon aan de bioloog Marie-Firmin Bocourt (1819-1904).
De soort is endemisch in Guatemala. Craugastor bocourti wordt bedreigd door het verlies van habitat.